# Czterdziestu męczenników z Sebasty i trzej młodzieńcy w piecu ognistym (ikona)
Czterdziestu męczenników z Sebasty i trzej młodzieńcy w piecu ognistym – dwustronna ikona powstała w XV w. w kręgu nowogrodzkiej szkoły ikonograficznej, znajdująca się w kolekcji Timken Museum of Art w San Diego.
Ruska ikona pochodząca ze szkoły nowogrodzkiej wykonana została temperą na płótnie lnianym w XV wieku. Obraz ma wymiary 24.4 x 20 cm. Artysta przedstawił z jednej strony scenę męczeństwa czterdziestu rzymskich żołnierzy z Sebasty, czczonych w liturgii wschodniej 9 marca, z drugiej strony scenę ze Starego Testamentu, z trzeciego rozdziału Księgi Daniela – Trzej młodzieńcy w piecu ognistym. Szadrak, Meszak i Abed-Nego, młodzi Żydzi poddani torturze pieca, czczeni są w liturgii prawosławnej 17 grudnia. Dwustronne, lekkie ikony używane są w liturgii we wspomnienia świętych.
Rodzina Putnamów z San Diego kupiła ikonę w Temple Gallery w Londynie w 1979 roku. Ikona należała do holenderskiej Kolekcji Wijenburgh. Muzealny numer katalogowy: 1979:001.B (Timken Museum of Art).